# Albán Vermes
Pour les articles homonymes, voir Vermes (homonymie).
Albán Vermes, né le 19 juin 1957 à Eger (Hongrie) et mort le 3 février 2021, est un nageur hongrois, spécialiste des courses de brasse.

## Carrière
Albán Vermes est vice-champion olympique du 200 mètres brasse aux Jeux olympiques de 1980 à Moscou.
Il est aussi médaillé d'argent du 200 mètres brasse aux Championnats d'Europe de natation 1983 se tenant à Rome.